# Meinrad Schaab
Meinrad Schaab (* 9. November 1928 in Plankstadt; † 27. September 2000 in Wilhelmsfeld) war ein deutscher Historiker und Archivar.

## Leben
Meinrad Schaab besuchte in Mannheim die Volksschule und bis 1943 das Karl-Friedrich-Gymnasium. Nachdem die Familie ausgebombt wurde, ging er in Straßburg auf das Gymnasium und kam im Krieg als Flakhelfer zum Einsatz. Danach war er in der Heimschule Lender in Sasbach, wo er 1948 das Abitur absolvierte. Bis 1954 studierte Schaab Geschichte, Latein und Germanistik an der Universität Heidelberg und wurde bei Fritz Ernst promoviert.
In der Nebenstelle Heidelberg des Statistischen Landesamtes Baden-Württemberg (ab 1964 Teil der Archivverwaltung) begann Schaab als Landesbeschreiber. Von 1975 bis 1993 war er Leiter der Abteilung Landesbeschreibung in der Landesarchivdirektion Baden-Württemberg. Von 1964 bis zu seinem Tod war er Mitglied der Kommission für geschichtliche Landeskunde in Baden-Württemberg, ab 1974 als Vorstandsmitglied und von 1985 bis 1995 als Vorsitzender.
Von 1966 bis 1986 bzw. von 1968 bis 1996 war Schaab Lehrbeauftragter an den Universitäten Mannheim und Heidelberg. In Heidelberg wurde er 1976 zum Honorarprofessor ernannt. Außerdem war er Mitglied der Inschriftenkommission der Heidelberger Akademie der Wissenschaften.
In seiner Heimatgemeinde Wilhelmsfeld engagierte er sich auch politisch. Er war Mitbegründer des CDU-Ortsverbands, gehörte dem Gemeinderat an und war CDU-Fraktionsvorsitzender. Im Jahr 2000 starb Schaab an den Folgen einer Krebserkrankung. Er wurde auf dem Heidelberger Bergfriedhof beerdigt. 2001 hätte er mit der Verdienstmedaille des Landes Baden-Württemberg ausgezeichnet werden sollen, was durch seinen Tod nicht mehr möglich war.
Schaab war römisch-katholischer Konfession, seit 1956 verheiratet und hatte zwei Söhne und sechs Töchter. Einer seiner Söhne ist der Historiker und Bibliothekar Rupert Schaab (* 1962), seit 2019 Direktor der Württembergischen Landesbibliothek. 

## Werk
Schaabs Forschungsschwerpunkt war die Kurpfalz. Er war maßgeblich an den Kreisbeschreibungen Heidelberg und Mannheim (1966–70) beteiligt und prägte die weitere Arbeit der Landesbeschreibung. Er wirkte führend am Pfalzatlas, am Historischen Atlas von Baden-Württemberg und der achtbändigen Landesbeschreibung von Baden-Württemberg mit. Herausragend ist seine zweibändige Geschichte der Kurpfalz (1988–99), der ersten umfassenden Darstellung der pfälzischen Lande seit Ludwig Häusser im 19. Jahrhundert. Er war außerdem Herausgeber des über 5000-seitigen Handbuchs der baden-württembergischen Geschichte, dem Standardwerk zur Vorgeschichte und Geschichte Baden-Württembergs.

## Schriften (Auswahl)
Monografien
- Die Blendung als politische Maßnahme im abendländischen Früh- und Hochmittelalter, Dissertation, Heidelberg 1956 (Maschinenschr.).
- Die Zisterzienserabtei Schönau im Odenwald, Winter, Heidelberg 1963 (= Heidelberger Veröffentlichungen zur Landesgeschichte und Landeskunde. Band 8) (2. Auflage 1990, ISBN 3-533-04256-1).
- Geschichte der Kurpfalz, 2 Bände, Kohlhammer, Stuttgart 1988/1992, ISBN 3-17-009878-0 (Band 1: 2. Auflage 1999).
- (zusammen mit Eckhart G. Franz und Hanns Hubert Hofmann): Gerichtsorganisation in Baden-Württemberg, Bayern und Hessen im 19. und 20. Jahrhundert, ARL, Akad. für Raumforschung und Landesplanung, Hannover 1989 (= Veröffentlichungen der Akademie für Raumforschung und Landesplanung, Hannover. Beiträge. Band 100), ISBN 3-88838-224-6.
- Beiträge zur Siedlungs- und Wirtschaftsgeschichte des Schwarzwaldes, Kohlhammer, Stuttgart 2003 (= Veröffentlichungen der Kommission für Geschichtliche Landeskunde in Baden-Württemberg. Reihe B, Band 156), ISBN 3-17-018274-9.

Herausgeberschaften
- Oberrheinische Aspekte des Zeitalters der Französischen Revolution, Kohlhammer, Stuttgart 1990 (= Veröffentlichungen der Kommission für Geschichtliche Landeskunde in Baden-Württemberg. Reihe B, Band 117), ISBN 3-17-010725-9.
- Baden-Württemberg und der Föderalismus in der Bundesrepublik Deutschland (1949–1989), Kohlhammer, Stuttgart 1991 (= Veröffentlichungen zur Verfassungsgeschichte von Baden-Württemberg seit 1945. Band 11), ISBN 3-17-011216-3.
- (zusammen mit Hansmartin Schwarzmaier und Michael Klein): Handbuch der baden-württembergischen Geschichte, 5 Bände, Klett-Cotta, Stuttgart 1992–2007.
- 40 Jahre Baden-Württemberg. Aufbau und Gestaltung 1952–1992, Kohlhammer, Stuttgart 1992, ISBN 3-8062-1018-7.
- Territorialstaat und Calvinismus, Kohlhammer, Stuttgart 1993 (= Veröffentlichungen der Kommission für Geschichtliche Landeskunde in Baden-Württemberg. Reihe B, Band 127), ISBN 3-17-012426-9.
- 40 Jahre Baden-Württemberg. Versuch einer historischen Bilanz (1952–1992). Colloquium am 2. Juli 1992 in Freiburg i. Br., Kohlhammer, Stuttgart 1993 (= Veröffentlichungen der Kommission für Geschichtliche Landeskunde in Baden-Württemberg. Reihe B, Band 134), ISBN 3-17-012503-6.
- Staatliche Förderung und wissenschaftliche Unabhängigkeit der Landesgeschichte. Beiträge zur Geschichte der Historischen Kommissionen im deutschen Südwesten, Kohlhammer, Stuttgart 1995 (= Veröffentlichungen der Kommission für Geschichtliche Landeskunde in Baden-Württemberg. Reihe B, Band 131), ISBN 3-17-013143-5.
- Ausgewählte Urkunden zur Territorialgeschichte der Kurpfalz 1156–1505, Kohlhammer, Stuttgart 1998 (= Veröffentlichungen der Kommission für Geschichtliche Landeskunde in Baden-Württemberg. Reihe A, Band 41), ISBN 3-17-013150-8.

Aufsätze
- Die Diözese Worms im Mittelalter. In: Freiburger Diözesanarchiv, Band 86 (1966), S. 95–219.
- Die Anfänge einer Landesstatistik im Herzogtum Württemberg in den Badischen Markgrafschaften und in der Kurpfalz. In: Zeitschrift für Württembergische Landesgeschichte, Jg. 26 (1967), S. 89–112.
- Die Festigung der pfälzischen Territorialmacht im 14. Jahrhundert. In: Hans Patze (Hrsg.): Der deutsche Territorialstaat im 14. Jahrhundert, Band 1, Thorbecke, Sigmaringen 1970 (= Vorträge und Forschungen, Band 13), S. 171–197.
- Die Herausbildung einer Bevölkerungsstatistik in Württemberg und in Baden während der ersten Hälfte des 19. Jahrhunderts. In: Zeitschrift für württembergische Landesgeschichte, Jg. 30 (1971), S. 164–200.
- Geographische und topographische Elemente der mittelalterlichen Burgenverfassung nach oberrheinischen Beispielen. In: Hans Patze (Hrsg.): Die Burgen im deutschen Sprachraum. Ihre rechts- und verfassungsgeschichtliche Bedeutung, Band 2, Thorbecke, Sigmaringen 1976 (= Vorträge und Forschungen, Band 19,2), S. 9–46.
- Grundzüge und Besonderheiten der südwestdeutschen Territorialentwicklung. In: Günther Haselier (Hrsg.): Bausteine zur geschichtlichen Landeskunde von Baden-Württemberg, Kohlhammer, Stuttgart 1979, S. 129–155, ISBN 3-17-005345-0.
- Beharrung und Wandel in der Dekanatsgliederung der Erzdiözese Freiburg. In: Freiburger Diözesan-Archiv, Band 100 (1980), S. 515–533.
- Geleit und Territorium in Südwestdeutschland. In: Speculum Sueviae, Band 1 (1982), S. 398–417.
- Die Grundherrschaft der südwestdeutschen Zisterzienserklöster nach der Krise der Eigenwirtschaft. In: Hans Patze (Hrsg.): Die Grundherrschaft im späten Mittelalter, Band 2, Thorbecke, Sigmaringen 1983 (= Vorträge und Forschungen, Band 27,2), S. 47–86, ISBN 3-7995-6627-9.
- Landgrafschaft und Grafschaft im Südwesten des deutschen Sprachgebiets. In: Zeitschrift für die Geschichte des Oberrheins, Band 132 (1984), S. 31–55.
- Neuzeitliche Gründungsstädte in Südwestdeutschland. Ergebnisse eines Kolloquiums in Karlsruhe und Stuttgart. In: Zeitschrift für die Geschichte des Oberrheins, Band 133 (1985), S. 103–155.
- (zusammen mit Berndmark Heukemes): Ladenburg und Wimpfen im Tal aus der Sicht der frühmittelalterlichen Landesgeschichte. In: Zeitschrift für die Geschichte des Oberrheins, Band 135 (1987), S. 38–56.
- Territorialstaat und Kirchengut bis zum Dreißigjährigen Krieg. Die Sonderentwicklung in der Kurpfalz im Vergleich mit Baden und Württemberg. In: Zeitschrift für die Geschichte des Oberrheins, Band 138 (1990), S. 241–258.
- Der Beitrag der historischen Kommissionen zur geschichtlichen Landesforschung. In: Hans Eugen Specker (Hrsg.): Aufgabe und Bedeutung historischer Vereine in unserer Zeit. Vorträge eines Symposiums zum 150jährigen Bestehen des Vereins für Kunst und Altertum in Ulm und Oberschwaben am 4. Mai 1991, Stadtarchiv, Ulm 1992, S. 49–70.
- Ladenburg als wormsische Bischofsresidenz. In: Volker Press (Hrsg.): Südwestdeutsche Bischofsresidenzen außerhalb der Kathedralstädte, Kohlhammer, Stuttgart 1992 (= Veröffentlichungen der Kommission für Geschichtliche Landeskunde in Baden-Württemberg. Reihe B, Band 116), S. 83–97, ISBN 3-17-010724-0.
- Landesgeschichte in Heidelberg. In: Jürgen Miethke (Hrsg.): Geschichte in Heidelberg. 100 Jahre Historisches Seminar, 50 Jahre Institut für Fränkisch-Pfälzische Geschichte und Landeskunde, Springer, Heidelberg 1992, S. 175–200, ISBN 3-540-54097-0.
- Die Katholiken in der Kurpfalz. Von einer unterdrückten zur privilegierten Minderheit. In: Rottenburger Jahrbuch für Kirchengeschichte, Band 13 (1994), S. 133–148.